# Municipio de Elgin (Minnesota)
El municipio de Elgin (en inglés: Elgin Township) es un municipio ubicado en el condado de Wabasha en el estado estadounidense de Minnesota. En el año 2010 tenía una población de 733 habitantes y una densidad poblacional de 8,21 personas por km².

## Geografía
El municipio de Elgin se encuentra ubicado en las coordenadas 44°9′29″N 92°14′22″O / 44.15806, -92.23944. Según la Oficina del Censo de los Estados Unidos, el municipio tiene una superficie total de 89.29 km², de la cual 89,24 km² corresponden a tierra firme y (0,06 %) 0,05 km² es agua.

## Demografía
Según el censo de 2010, había 733 personas residiendo en el municipio de Elgin. La densidad de población era de 8,21 hab./km². De los 733 habitantes, el municipio de Elgin estaba compuesto por el 98,36 % blancos, el 0,55 % eran asiáticos, el 0,55 % eran de otras razas y el 0,55 % eran de una mezcla de razas. Del total de la población el 1,77 % eran hispanos o latinos de cualquier raza.